# William Henry Lambton
William Henry Lambton, född 1764, död 1797, var en brittisk politiker, far till John Lambton, 1:e earl av Durham.
Lambton valdes 1787 efter sin far, general John Lambton (född 1710, död 1794), till staden Durhams representant i underhuset, där han slöt sig till Fox och whigpartiet.
Han var en bland stiftarna av den radikala föreningen Friends of the people (1792) och deltog med iver i agitationen för en genomgripande parlamentsreform.